# Dracy-le-Fort
Dracy-le-Fort é uma comuna francesa na região administrativa de Borgonha-Franco-Condado, no departamento Saône-et-Loire. Estende-se por uma área de 6,38 km². Em 2010 a comuna tinha 1 447 habitantes (densidade: 226,8 hab./km²).